# Марущак, Дмитрий Владимирович
Дмитрий Владимирович Марущак (род. 13 ноября 1980 года, Ташкент, Узбекская ССР) — российский спортсмен, член олимпийской сборной команды России по фристайлу на Олимпиадах в Турине и в Ванкувере. Мастер спорта международного класса.

## Биография
Тренируется у Евгения Браиловского, выступал за ВФСО «Динамо», ЭШВСМ, город Москву и Тверскую область.
С 2000 года входил в состав сборной команды России. Завершил карьеру после сезона 2009/10.

## Спортивные достижения
- чемпион России в 2003 и 2010 годах;
- серебряный призёр чемпионата России 2009 года;
- участник зимних Олимпиад 2006 и 2010 годов.

## Зимние Олимпийские игры
| Олимпийские игры | НОК    | Акробатика |
| ---------------- | ------ | ---------- |
| 2006 Турин       | Россия | DNS        |
| 2010 Ванкувер    | Россия | 20         |